# ヒンドスタン
ヒンドスタン (Hindostan)、はイギリスの競走馬。日本で種牡馬として成功した。馬名の由来はインドのヒンドスタン平原より。

## 生涯
現役時代は8戦2勝。2000ギニー、エプソムダービーは着外に終わったが、アイルランドに遠征したアイリッシュダービーのほか、セントジョージステークスに優勝し、8872ポンドを稼ぎ出した。
引退後は1950年にアイルランド・ダブリンのゴルグラン牧場（GilltownStud,Kilcullen）で供用されたが、めぼしい産駒を出せず、1955年に日高軽種馬振興会が日本初のシンジケート組織として1350万円で輸入した。このときブッフラー（コダマの父）がおまけで付いてきたので実際の価格は1200万程であったと言われている。組まれたシンジケートも30万×40株と高額であった。
輸入されたヒンドスタンは北海道浦河郡浦河町の荻伏種馬所で供用された。当初は高額なこともあってそれ程人気を集めたわけではなかったが、1961-1965, 1967-1968年の7度日本リーディングサイアーに輝くなど成功を収めた。代表産駒は戦後初の中央競馬クラシック三冠馬シンザンである。産駒の重賞勝利数は113に達し、今なおサンデーサイレンス、ディープインパクト、キングカメハメハ、ステイゴールドに次ぐ歴代5位である。また、シンザン以外に2頭の年度代表馬を輩出しているが、種牡馬として3頭の年度代表馬を輩出したのはヒンドスタンが唯一である
1967年には日本中央競馬会理事長により最優秀種牡馬の表彰を受け、1968年に横隔膜破裂により23歳で死亡したが、翌1969年には浦河町の日高軽種馬農業協同組合会館にヒンドスタンの馬像が建立され、伊藤国男が製作、同年8月3日に除幕式が行われている。また同町の馬事資料館（浦河町馬事資料館）にはヒンドスタンの剥製も展示されている。

## その後の子孫
上記の通りヒンドスタンは日本で7度リーディングサイアーに輝いた。その子孫は、時にヒンドスタン系と呼ばれた。後継種牡馬たちは1960年代から70年代の内国産種牡馬不遇の時代にもろに活躍時期が重なったため、大成功と言えたのはシンザンのみで、一定の成績を残したのもダイコーターやリュウファーロスなど少数に限られた。大父系を形成することはなかったが、1990年代でもシンザンの仔ミホシンザンやリュウファーロスの仔アンドレアモン産駒が散発的に活躍馬を出していた。
2000年前後になると、現役種牡馬はミホシンザン産駒のマイシンザンのみとなった。マイシンザンは3年目以降繁殖牝馬が集まらずに早々と種牡馬を引退し、最後の産駒マイティシンザンは浦和競馬場で5戦0勝のまま2008年4月1日付で抹消された。スーパーシンザン最後の産駒タカシマシンザンは2007年9月18日に160戦19勝で登録抹消、最後の1頭であったマイシンザン産駒のシルクセレクションは2009年10月1日付で登録抹消され、ヒンドスタンのサイアーラインは完全に途絶えた。
しかしながら、今日でもヒンドスタンの血を引く馬は一定数いる。ヒンドスタンやシンザン産駒の牝馬は多数繁殖牝馬となっており、日本に古くから伝わる牝系出身の活躍馬の血統表を見ると、ヒンドスタンの名前を頻繁に見かけることができる。

## 主な産駒
太字は八大競走優勝馬。
- 1957年産
  - ヤマニンモアー（天皇賞（春）、阪神大賞典、京都特別、金杯（東））
  - クインオンワード（神戸杯、阪神牝馬特別）
  - オンワードスタン（中山記念）
  - ケンマルチカラ（NHK杯）
  - グレイトスタン（鳴尾記念）
  - メーデンスレデイ（京阪杯）
- 1958年産
  - ハクシヨウ（東京優駿、朝日盃3歳ステークス）
    - 1960年度最優秀3歳牡馬

  - シンツバメ（皐月賞）
  - スギヒメ（桜花賞、大阪杯、神戸杯、きさらぎ賞）
  - トウコン（安田記念、目黒記念（秋）、東京杯、カブトヤマ記念）
  - ユキロウ（スプリングステークス、大井記念、全日本3歳優駿、ニューイヤーハンデ）
  - ギントシ（中山記念、クモハタ記念）
  - ケンロクオー（セントライト記念）
  - ヤマサカエ（毎日杯）
  - クサブエ（東京障害特別）
- 1959年産
  - リユウフオーレル（天皇賞（秋）、有馬記念、宝塚記念、日本経済新春杯、京都記念（春）、神戸杯、鳴尾記念）
    - 1963年度代表馬・最優秀5歳以上牡馬

  - ヒカルポーラ（天皇賞（春）、宝塚記念、阪神大賞典、京都記念（秋）、函館記念[4]）
  - オーハヤブサ（優駿牝馬、京成杯）
  - ケンホウ（桜花賞、カブトヤマ記念）
    - 1962年度最優秀4歳牝馬

  - ゴウカイ[5]（東京大賞典、京都記念（秋）、鳴尾記念、阪急杯）
  - ヤマジヨシイ（京都大障害（秋））
  - ダイコージ（東海桜花賞）
- 1960年産
  - ヤマトキヨウダイ（天皇賞（秋）、有馬記念、日本経済賞、目黒記念（秋））
    - 1964年度最優秀5歳以上牡馬

  - コウタロー（阪神3歳ステークス、阪神大賞典、愛知杯）
  - ミハルカス（オールカマー、ダイヤモンドステークス）
  - ヒンドソネラ（東京牝馬特別、クイーン賞）
  - スタンダード
    - 1962年最優秀3歳牝馬
- 1961年産
  - シンザン（東京優駿、皐月賞、菊花賞、天皇賞（秋）、有馬記念、宝塚記念、スプリングステークス、目黒記念（秋））
    - 1964年度代表馬・最優秀4歳牡馬
    - 1965年度代表馬・最優秀5歳以上牡馬
    - 顕彰馬

  - ウメノチカラ（朝日杯3歳ステークス、毎日王冠、セントライト記念、NHK杯、新潟記念）
    - 1963年度最優秀3歳牡馬

  - オーヒメ（京都記念（秋）、日本経済新春杯）
    - 1965年度最優秀5歳以上牝馬

  - ヒリユウシンゲキ（東海菊花賞）
- 1962年産
  - ダイコーター（菊花賞、スプリングステークス、NHK杯、神戸杯、きさらぎ賞）
  - エイトクラウン（宝塚記念、阪神3歳ステークス、鳴尾記念）
    - 1964年度最優秀3歳牝馬
    - 1966年度最優秀5歳以上牝馬

  - パワーラツスル（日本経済新春杯）
- 1963年産
  - リュウファーロス（阪神大賞典、サンケイ大阪杯、日本経済新春杯、スワンステークス）
  - タマクイン（毎日王冠、関屋記念）
    - 1967年度最優秀5歳以上牝馬

  - ミスコウライ（阪神牝馬特別）
- 1964年産
  - ヒンドタイム（クイーン賞）
- 1965年産
  - アサカオー（菊花賞、弥生賞、セントライト記念、アメリカジョッキークラブカップ、日本短波賞）
    - 1968年度代表馬

  - ランドエース（京都記念（秋））
  - ブラックバトー（クイーンカップ）
- 1966年産
  - ワイルドモア（皐月賞、弥生賞、スプリングステークス）
  - ミノル（朝日杯3歳ステークス、京王杯スプリングハンデキャップ、東京4歳ステークス）
    - 1968年度最優秀3歳牡馬

  - リュウスパーション（京都記念（秋））
  - メイジアスター（カブトヤマ記念、クイーンステークス）
    - 1969年度最優秀4歳以上牝馬

  - ヒロズキ（阪急杯）
  - ブルボン（北海道3歳ステークス）
- 1967年産
  - オウジャ（CBC賞、愛知杯）
- 1968年産
  - ヒデムサシ[6]（東京大賞典）
  - エリモカップ（中京記念、函館記念）
- 1969年産
  - ハクホオショウ（安田記念、札幌記念、オールカマー、カブトヤマ記念）

## 血統表
| ヒンドスタンの血統（ボワルセル系 / Canterbury Pilgrim 5×5=6.25% St.Simon 4×5=9.38%） | ヒンドスタンの血統（ボワルセル系 / Canterbury Pilgrim 5×5=6.25% St.Simon 4×5=9.38%） | ヒンドスタンの血統（ボワルセル系 / Canterbury Pilgrim 5×5=6.25% St.Simon 4×5=9.38%） | （血統表の出典） | （血統表の出典） |
| 父 Bois Roussel 1935 黒鹿毛                                                          | 父の父Vatout 1926 鹿毛                                                               | Prince Chimay                                                                        | Chaucer          | Chaucer          |
| 父 Bois Roussel 1935 黒鹿毛                                                          | 父の父Vatout 1926 鹿毛                                                               | Prince Chimay                                                                        | Gallorette       |                  |
| 父 Bois Roussel 1935 黒鹿毛                                                          | 父の父Vatout 1926 鹿毛                                                               | Vasthi                                                                               | Sans Souci       | Sans Souci       |
| 父 Bois Roussel 1935 黒鹿毛                                                          | 父の父Vatout 1926 鹿毛                                                               | Vasthi                                                                               | Vaya             |                  |
| 父 Bois Roussel 1935 黒鹿毛                                                          | 父の母Plucky Liege 1912 鹿毛                                                         | Spearmint                                                                            | Carbine          | Carbine          |
| 父 Bois Roussel 1935 黒鹿毛                                                          | 父の母Plucky Liege 1912 鹿毛                                                         | Spearmint                                                                            | Maid of the Mint |                  |
| 父 Bois Roussel 1935 黒鹿毛                                                          | 父の母Plucky Liege 1912 鹿毛                                                         | Concertina                                                                           | St.Simon         | St.Simon         |
| 父 Bois Roussel 1935 黒鹿毛                                                          | 父の母Plucky Liege 1912 鹿毛                                                         | Concertina                                                                           | Comic Song       |                  |
| 母 Sonibai 1939 鹿毛                                                                 | 母の父Solario 1922 鹿毛                                                              | Gainsborough                                                                         | Bayardo          | Bayardo          |
| 母 Sonibai 1939 鹿毛                                                                 | 母の父Solario 1922 鹿毛                                                              | Gainsborough                                                                         | Rosedrop         |                  |
| 母 Sonibai 1939 鹿毛                                                                 | 母の父Solario 1922 鹿毛                                                              | Sun Worship                                                                          | Sundridge        | Sundridge        |
| 母 Sonibai 1939 鹿毛                                                                 | 母の父Solario 1922 鹿毛                                                              | Sun Worship                                                                          | Doctrine         |                  |
| 母 Sonibai 1939 鹿毛                                                                 | 母の母Udaipur 1929 黒鹿毛                                                            | Blandford                                                                            | Swynford         | Swynford         |
| 母 Sonibai 1939 鹿毛                                                                 | 母の母Udaipur 1929 黒鹿毛                                                            | Blandford                                                                            | Blanche          |                  |
| 母 Sonibai 1939 鹿毛                                                                 | 母の母Udaipur 1929 黒鹿毛                                                            | Uganda                                                                               | Bridaine         | Bridaine         |
| 母 Sonibai 1939 鹿毛                                                                 | 母の母Udaipur 1929 黒鹿毛                                                            | Uganda                                                                               | Hush F-No.3-e    |                  |

- 2代母Udaipurはオークス優勝馬
- 3代母からは2000ギニー優勝馬パレスタインなどが出ている。